# Jonas Vingegaard
Jonas Vingegaard Hansen, geb. Rasmussen (* 10. Dezember 1996 in Hillerslev) ist ein dänischer Radrennfahrer. Er ist der Gesamtsieger der Tour de France 2022 und 2023.

## Sportlicher Werdegang
Im Mai 2016 wurde Vingegaard Mitglied im dänischen Continental Team ColoQuick. Anfangs kam er jedoch mit dem Leben als Radprofi nicht zurecht und galt als unorganisiert. Auf Anraten seines damaligen Teamchefs Christian Andersen begann Vingegaard am Vormittag in einer Fischfabrik in Hanstholm zu arbeiten, ehe er sein Training am Nachmittag absolvierte. Bis ins Jahr 2018 bestritt er zahlreiche Eintagesrennen und Etappenrennen, wobei er in erster Linie durch seine Fähigkeiten am Berg auf sich aufmerksam machte. Im Jahr 2018 gewann er den Prolog des U23-Etappenrennens Giro della Valle d’Aosta.

### 2019–2021: Frühe Jahre bei Jumbo-Visma
Zur Saison 2019 wechselte Vingegaard zum UCI WorldTeam Jumbo-Visma. In seiner ersten Saison für dieses gewann er die hügelige sechste Etappe der Polen-Rundfahrt im Sprint vor Pavel Sivakov und damit sein erstes Rennen der UCI WorldTour. Im Anschluss wurde er bei der Dänemark-Rundfahrt Gesamtzweiter. In der Saison 2020 bestritt Vingegaard sein erstes Rennen bei der Polen-Rundfahrt und erreichte als Gesamtachter erstmals eine vordere Platzierung in einem Etappenrennen der UCI-WorldTour. Wenige Wochen später startete er bei der Vuelta a España, wo er Teil des Teams um den Gesamtsieger Primož Roglič war. Seine erste Grand Tour beendete er auf dem 46. Gesamtrang.
Bei der UAE Tour 2021 erzielte Vingegaard seinen zweiten WorldTour-Sieg, als er die Bergankunft der 5. Etappe auf dem Jebel Jais vor Tadej Pogačar und Adam Yates gewann. Nach seinem ersten Gesamtsieg bei der Settimana Internazionale Coppi e Bartali wurde er Gesamtzweiter der Baskenland-Rundfahrt hinter seinem Teamkapitän Primož Roglič. Kurz darauf wurde er als Ersatz für Tom Dumoulin erstmals für die Tour de France nominiert. Zunächst war er als Helfer für Roglič vorgesehen, der die Rundfahrt allerdings aufgrund eines Sturzes nach der 8. Etappe vorzeitig beenden musste. Vingegaard, der nach einem guten Einzelzeitfahren zu diesem Zeitpunkt auf dem fünften Gesamtrang lag, übernahm die Kapitänsrolle seines Teams. In den Alpen präsentierte er sich als einer der stärksten Fahrer, ehe er am Mont Ventoux sogar den späteren Gesamtsieger Tadej Pogačar distanzierte. In den Pyrenäen erwies sich Jonas Vingegaard als größter Konkurrent des souveränen Slowenen und nahm diesem im Abschlusszeitfahren sogar einige Sekunden ab. Am Ende belegte er den zweiten Gesamtrang mit einem Rückstand von über fünf Minuten. Zum Saisonabschluss absolvierte er unter anderen Rennen auch die Clásica San Sebastián und die Lombardei-Rundfahrt, die er als Achter bzw. Vierzehnter beendete.

### 2022: Erster Tour-de-France-Sieg

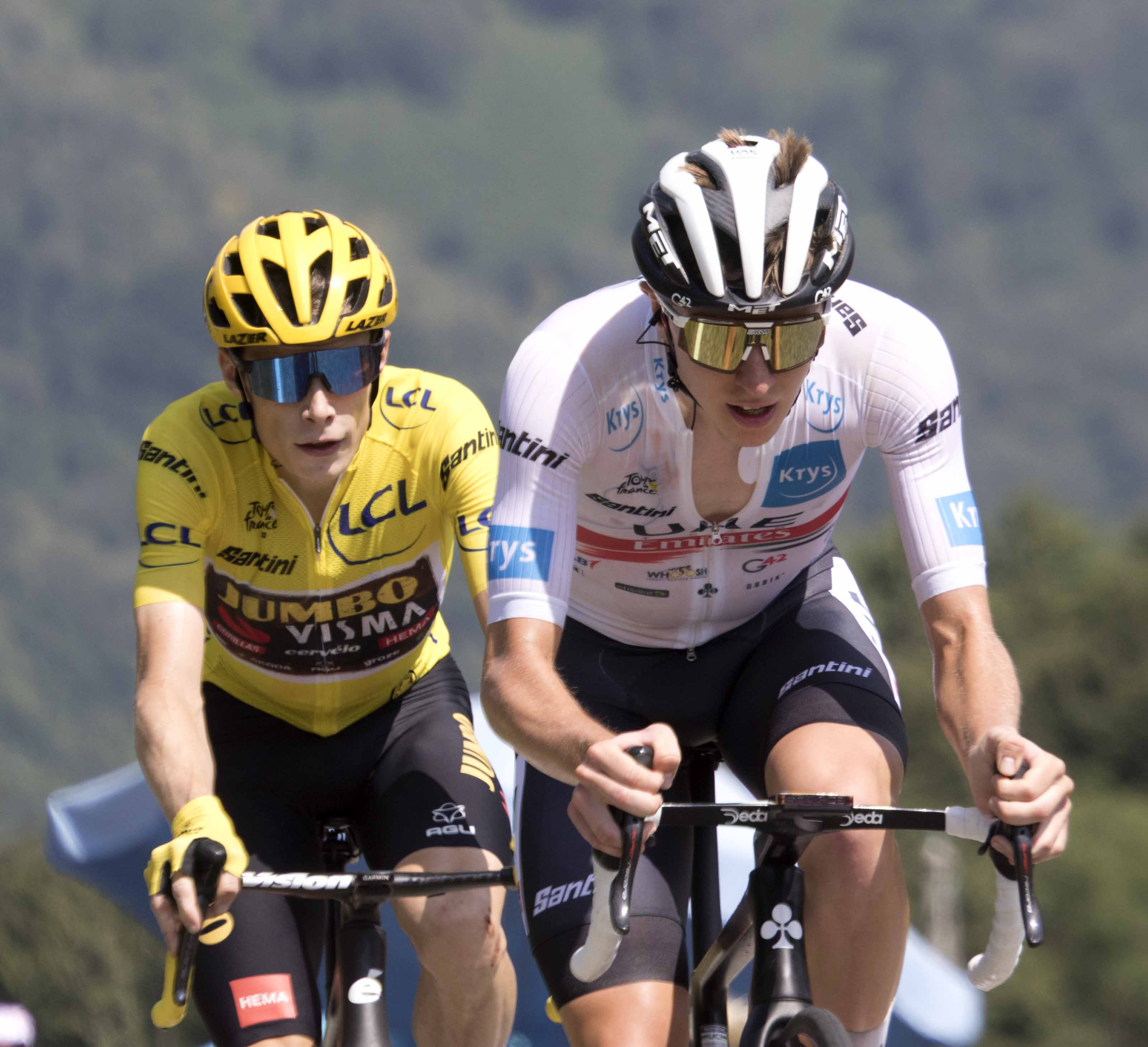
Jonas Vingegaard (gelb) gewinnt die Tour de France 2022

Bei Tirreno–Adriatico 2022 wurde Vingegaard Zweiter hinter Pogačar. Beim Critérium du Dauphiné gewann er die letzte Etappe, die mit einer Bergankunft auf dem Plateau de Salaison endete und wurde Gesamtzweiter hinter seinem Teamkapitän Primož Roglič. 
Er bestritt die anschließende Tour de France, bei der Roglič auf der 5. Etappe stürzte und dadurch zwei Minuten verlor. Auf der 7. Etappe konnte Vingegaard bei der ersten Bergankunft auf der Planche des Belles Filles als einziger Fahrer mit dem Favoriten Tadej Pogačar mithalten, der mittlerweile rund 30 Sekunden vor ihm lag. Auf der 11. Etappe eröffnete das Team Jumbo-Visma das Finale bereits am vorletzten Anstieg des Col du Galibier. Vingegaard und Roglič griffen abwechselnd an, konnten den Gesamtführenden Pogačar zunächst jedoch nicht distanzieren. Im Schlussanstieg des Col de Granon trat Vingegaard ein weiteres Mal an und gewann die Etappe. Zudem übernahm er das Gelbe Trikot von Pogačar, der fast drei Minuten verlor. Durch seinen zweiten Etappensieg auf der 18. Etappe, der Bergankunft in Hautacam, sorgte er für die Vorentscheidung und gewann die Rundfahrt mit 2:43 Minuten Vorsprung vor Pogačar. Neben der Gesamtwertung und zwei Etappen entschied er auch die Bergwertung für sich. 
Im Anschluss an die Frankreich-Rundfahrt folgte eine längere Rennpause, ehe Jonas Vingegaard im September bei der Kroatien-Rundfahrt ins Fahrerfeld zurückkehrte. Er gewann zwei Etappen, musste sich in der Gesamtwertung jedoch dem Slowenen Matej Mohorič um eine Sekunde geschlagen geben. Sein letztes Saisonrennen bestritt er bei der Lombardei-Rundfahrt, die er als 16. beendete.

### 2023: Zweiter Tour-de-France-Sieg

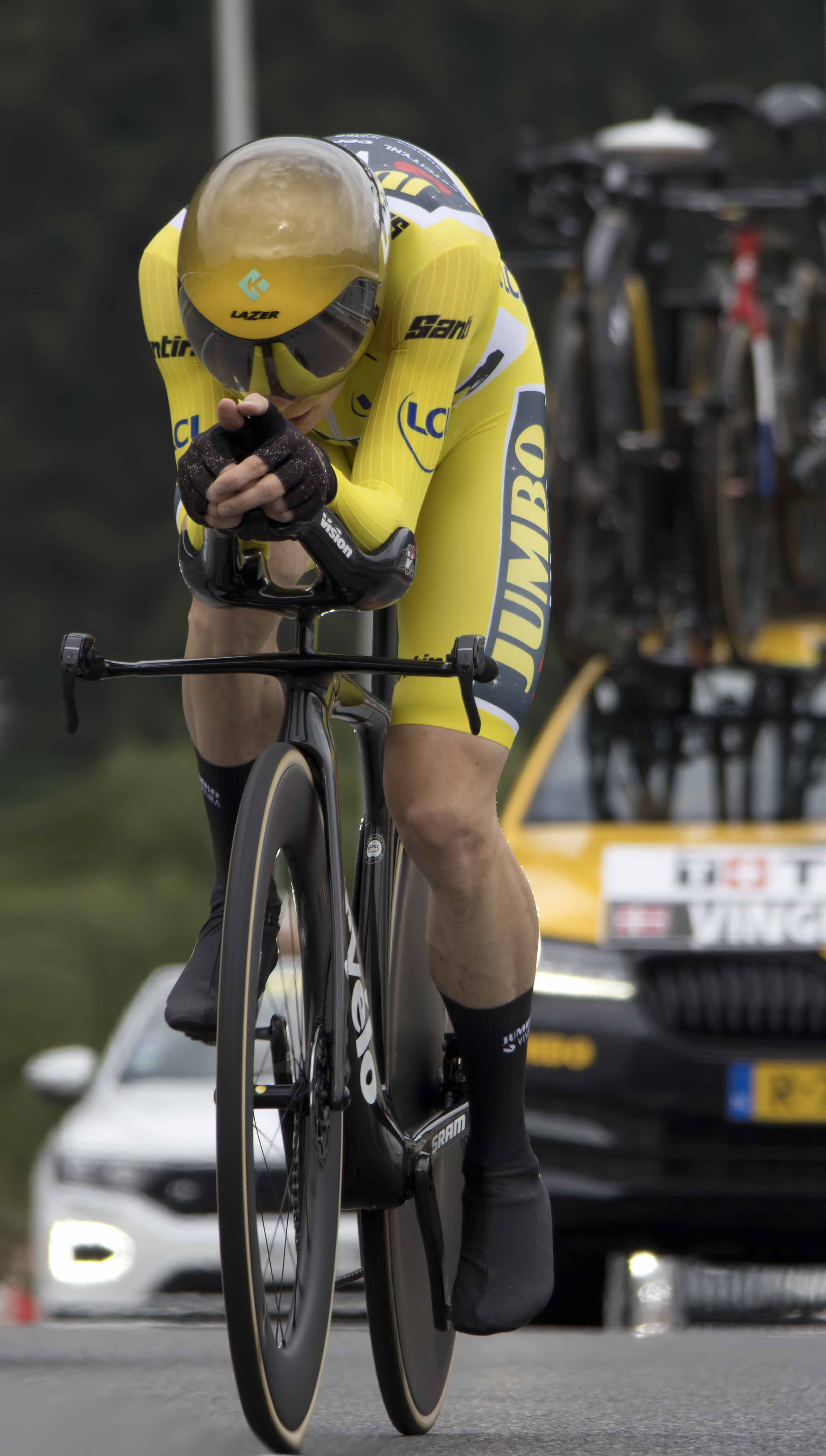
Vingegaard legt im Zeitfahren den Grundstein für seinen zweiten Tour-de-France-Sieg

2023 gewann Vingegaard die Neuauflage der Galicien-Rundfahrt Gran Camiño nach Siegen auf allen drei ausgetragenen Etappen. Bei Paris-Nizza wurde er Dritter hinter Pogačar und David Gaudu. Er gewann nach drei Etappensiegen die Baskenland-Rundfahrt und nach zwei Etappensiegen das Critérium du Dauphiné.
Bei der Tour de France 2023 lag auf den ersten Etappen sein unmittelbarer Konkurrent auf den Gesamtsieg Tadej Pogačar in den ersten Etappen wenige Sekunden vor ihm. Auf der 5. Etappe griff Vingegaard an und konnte schließlich einen Vorsprung von einer Minute auf Pogačar herausfahren. Am Folgetag auf der 6. Etappe gewann Pogačar die Etappe und konnte Vingegaard mit 24 Sekunden distanzieren. Vingegaard holte an dem Tag dennoch das Gelbe Trikot und lag 25 Sekunden vor Pogačar. In den Folgetagen versuchte Pogačar immer wieder Vingegaard Zeit abzunehmen, was allerdings nicht gelang. Erst in der 9. Etappe mit einer Bergankunft am Puy de Dôme verlor Vingegaard wenige Sekunden auf Pogačar und hatte nur noch einen Vorsprung von 17 Sekunden in der Gesamtwertung. Auf der 13. Etappe zum Grand Colombier schmolz der Vorsprung erneut auf nunmehr 9 Sekunden. Erst auf der 16. Etappe, einem 22,4 Kilometer langen Einzelzeitfahren mit 638 Höhenmeter, gelang es Vingegaard mit einer herausragenden Leistung, seinen Konkurrenten entscheidend zu distanzieren. Als einziger Fahrer hatte Vingegaard bei diesem gebirgigen Kurs ein Stundenmittel von deutlich über 40 km/h und konnte seinen Vorsprung auf Pogačar auf eine Minute und 48 Sekunden vergrößern. In der 17. Etappe, der Königsetappe durch die Alpen, erlitt Pogačar einen starken Einbruch und konnte das Tempo des Dänen nicht mitgehen. An diesem Tag baute Vingegaard seinen Vorsprung auf sieben Minuten und 35 Sekunden aus, was die Vorentscheidung für die Gesamtwertung bedeutete. Pogačar hielt seinen zweiten Gesamtrang, konnte in der 20. Etappe in den Vogesen einen Tagessieg erringen und Vingegaard sechs Sekunden abnehmen, was auf den souveränen Sieg Vingegaards im Gesamtklassement keinen Einfluss mehr hatte.
Nach seinem Gesamtsieg bei der Tour de France folgte eine längere Rennpause, ehe Jonas Vingegaard als Co-Leader gemeinsam mit Primož Roglič an den Start der Vuelta a España 2023 ging. Er gewann zwei Etappen, musste sich jedoch in die Dienste seines Teamkollegen Sepp Kuss stellen, der in der Gesamtwertung nach einem erfolgreichen Fluchtversuch auf der 6. Etappe besser platziert war. Schlussendlich belegte das Team Jumbo-Visma die ersten drei Ränge der Gesamtwertung, wobei Vingegaard Zweiter wurde.

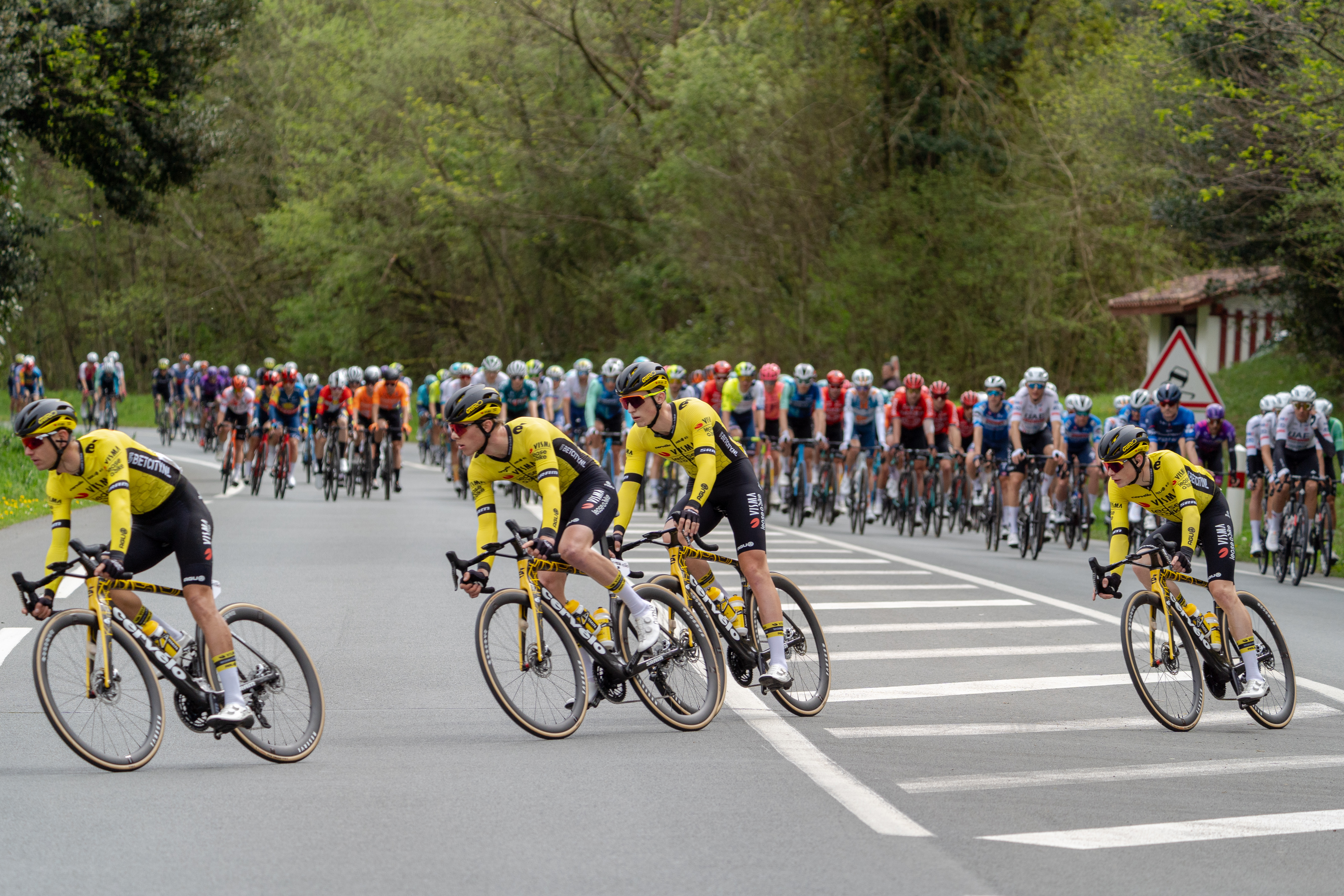
Jonas Vingegaard (rechts) bei der Baskenland-Rundfahrt 2024

### 2024: Sieg bei Tirreno–Adriatico, Auszeit nach Sturz, Sieg der Polen-Rundfahrt
Im Jahr 2024 stieg Vingegaard erneut bei der Gran Camiño in die Saison ein. Bei dieser sicherte er sich die Gesamtwertung, Punktewertung und Bergwertung und gewann drei der vier Etappen. Wenige Wochen später triumphierte er auf der ersten Bergetappe von Tirreno–Adriatico, als er rund 30 Kilometer vor dem Ziel angriff und das Ziel als Solist mit einem Vorsprung von mehr als einer Minute erreichte. Tags drauf gewann er auch die einzige Bergankunft der Fernfahrt und legte somit den Grundstein für seinen zweiten Gesamtsieg der Saison. Bei der Baskenland-Rundfahrt war Jonas Vingegaard auf der vierten Etappe in einen Massensturz verwickelt, der sich in einer Rechtskurve einer Abfahrt ereignete. Der Däne kam dabei mit hoher Geschwindigkeit von der Straße ab und musste die Rundfahrt in einem Krankenwagen verlassen. Am Tag nach dem Sturz gab seine Mannschaft bekannt, dass sich Vingegaard neben einem Schlüsselbein- und mehreren Rippenbrüchen auch eine Lungenprellung und einen Pneumothorax zugezogen hatte. Nach mehr als einem Monat konnte er wieder mit dem Training beginnen, wobei sein Start bei der Tour de France 2024 lange Zeit als unklar galt.
Erst am 20. Juni, eineinhalb Wochen vor dem Beginn der Frankreich-Rundfahrt, gab das Team Visma-Lease a Bike den Antritt des Vorjahressiegers bekannt. Nachdem er sich auf den ersten Etappen schadlos gehalten hatte und den ersten Angriff von Tadej Pogačar im Anstieg zum Santuario della Madonna di San Luca (2. Etappe) parierte, konnte er dem Slowenen auf den letzten Metern des Col du Galibier nicht folgen. Im Ziel der 4. Etappe büßte er schlussendlich 37 Sekunden ein, betonte jedoch in den anschließenden Interviews, dass er einen größeren Rückstand erwartet hätte. Nachdem er im Zeitfahren der 7. Etappe 25 weitere Sekunden verlor, folgte er den Angriffen von Tadej Pogačar und Remco Evenepoel auf den Schotterabschnitten der 9. Etappe, wobei sich das Trio rund 70 Kilometer vor dem Ziel von den restlichen Gesamtklassement-Fahrern absetzen konnte. Im Anschluss verweigerte Vingegaard jedoch die Führungsarbeit, wodurch die drei wenig später wieder eingeholt wurde. Für sein Verhalten wurde er später von den anderen beiden Fahrern kritisiert, die meinten, dass sie an jenem Tag das Podium fixieren hätten können. Jonas Vingegaard hingegen meinte, dass es unklug gewesen wäre auf seine Helfer zu verzichten, da er zu diesem Zeitpunkt nach einem Defekt bereits auf dem Rad seines Teamkollegen Jan Tratnik unterwegs war. Nach dem ersten Ruhetag konnte Vingegaard auf der 11. Etappe einem Angriff von Tadej Pogačar im Anstieg des Pas de Peyrol nicht folgen. Im anschließenden Col du Pertus konnte er jedoch als einziger Fahrer die Lücke von rund 30 Sekunden schließen und gewann die Etappe schlussendlich im Zwei-Mann-Sprint. Sein Rückstand auf den gesamtführenden Slowenen betrug vor den Pyrenäen-Etappen eine Minute und 14 Sekunden. Bei den Bergankünften am Pla d’Adet und Plateau de Beille konnte er Tadej Pogačar nicht folgen, schob sich aber dennoch auf den zweiten Gesamtrang vor. Mit einem Rückstand von rund drei Minuten büßte er jedoch viel Zeit im Kampf um das Gelbe Trikot ein. Auch auf den Alpen-Etappen konnte Vingegaard nicht mit dem Slowenen mithalten und belegte schlussendlich mit einem Rückstand von sechs Minuten und 17 Sekunden den zweiten Gesamtrang.

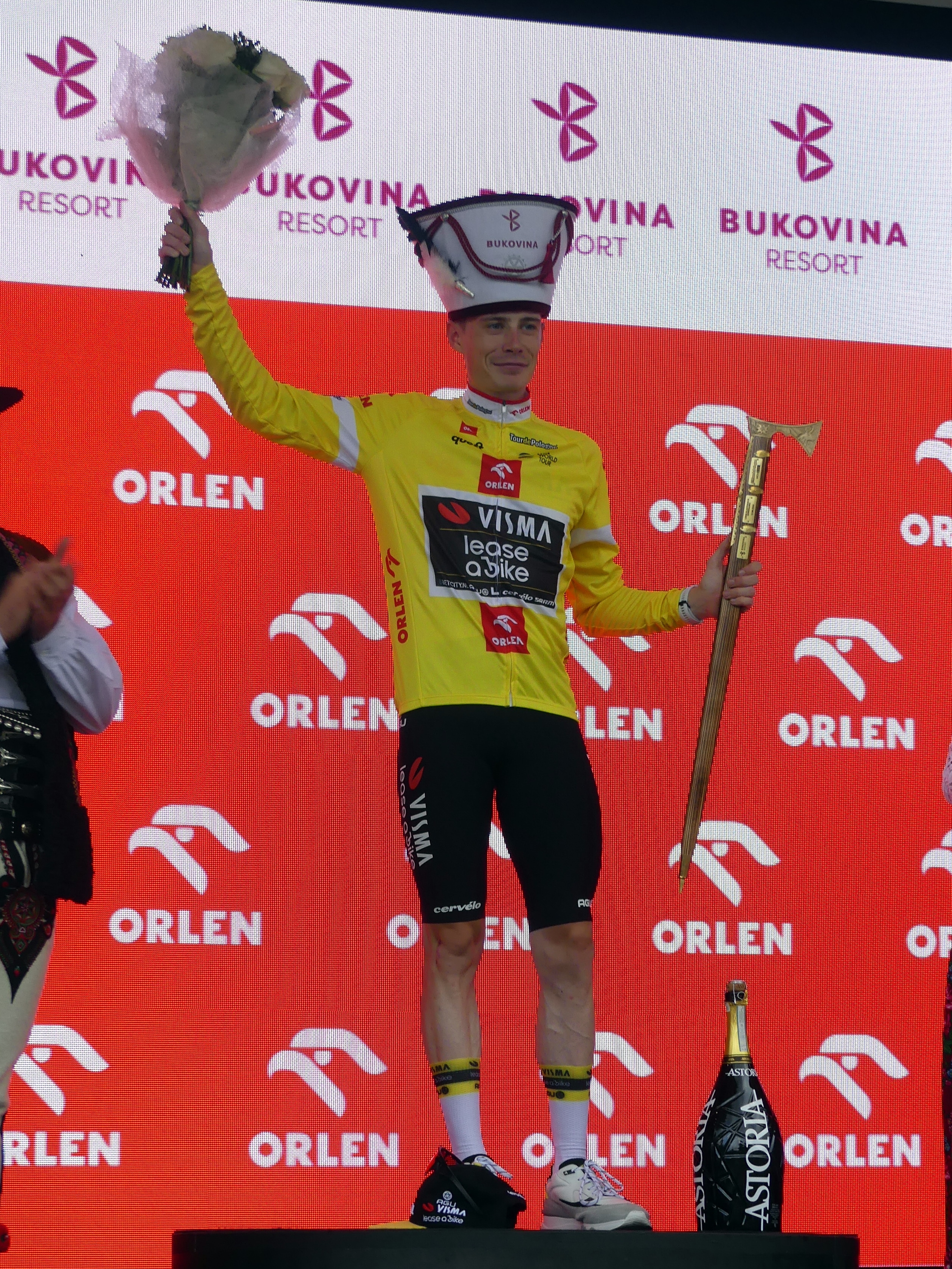
Jonas Vingegaard gewinnt mit der Polen-Rundfahrt sein letztes Saisonrennen

Nach der Frankreich-Rundfahrt ging er bei den Olympischen Spielen nicht an den Start und kehrte im August im Rahmen der Polen-Rundfahrt ins Renngeschehen zurück. Ohne eine Etappe für sich entscheiden zu können, gewann er die Gesamtwertung vor dem Italiener Diego Ulissi. Wenige Tage nach seinem Sieg bestätigte das Team Visma-Lease a Bike, dass Jonas Vingegaard im Jahr 2024 keine Rennen mehr bestreiten würde.

### 2025
Im Jahr 2025 gab Jonas Vingegaard sein Saison-Debüt bei der Algarve-Rundfahrt, wo er das Abschlusszeitfahren auf die Alto do Malhão gewann und sich so in der Gesamtwertung vor dem Portugiesen João Almeida durchsetzte. Im März führte er Paris–Nizza für einen Tag an, ehe er auf dem 5. Abschnitt zu Sturz kam und das Gelbe Trikot abgeben musste. Tags drauf ging er aufgrund einer Handgelenksprellung nicht mehr an den Start. Aufgrund seiner Verletzung sagte er später seinen Start bei der Katalonien-Rundfahrt ab, wobei er primär eine Gehirnerschütterung als Grund nannte. In Vorbereitung auf die Tour de France kehrte er im Rahmen des Critérium du Dauphiné ins Renngeschehen zurück, wobei es zum ersten Aufeinandertreffen mit Tadej Poagacr und Remco Evenpoel kam. Nachdem Jonas Vingegaard hinter Recmo Evenepoel Zweiter des Einzelzeitfahrens geworden war, konnte er Tadej Pogacar in den anspruchsvollen Alpen-Etappen jedoch nicht folgen, wobei er dreimal in Folge den zweiten Etappenrang belegte. In der Gesamtwertung treten hin schlussendlich 59 Sekunden von dem siegreichen Slowenen.

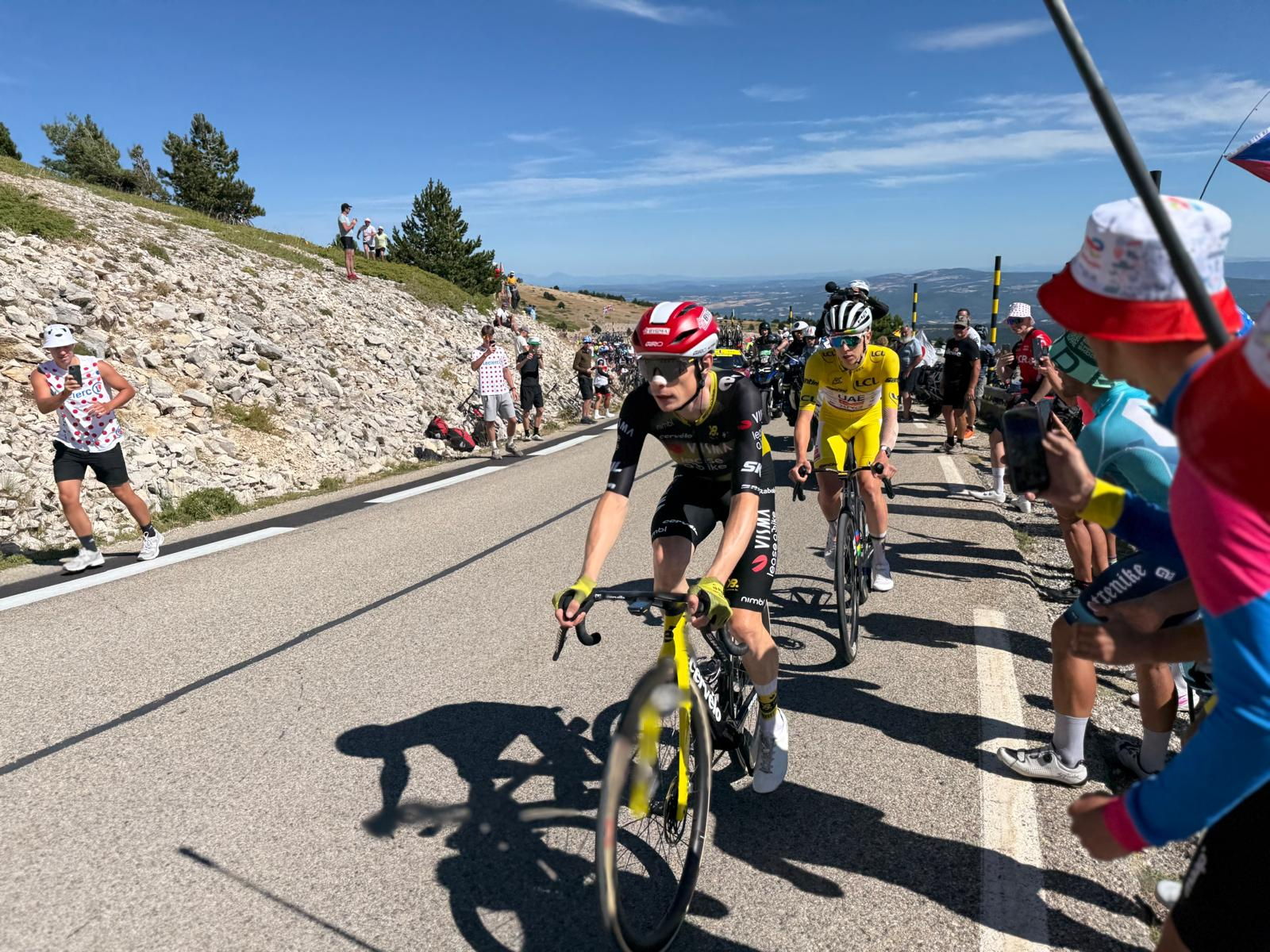
Jonas Vingegaard und Tadej Pogačar im Anstieg des Mont Ventoux (Tour de France 2025)

Bei der Tour de France hielt sich Jonas Vingegaard auf den flachen Auftaktsetappen im Nordosten Frankreichs schadlos, ehe er im Einzelzeitfahren der 4. Etappe überraschend als 13. mehr als eine Minute gegenüber Tadej Pogačar einbüßte. Auf den nachfolgenden Teilstücken erwies sich der Däne ebenbürtig, wobei er dem Slowenen auch auf den kürzeren und deutlich explosiveren Anstiegen folgen konnte. Bei der ersten großen Bergankunft in Hautacam musste er sich jedoch deutlich geschlagen geben und verlor als Etappenzweiter mehr als zwei Minuten. Nachdem er Tadej Pogačar tags drauf auch im Bergzeitfahren von Peyragudes unterlag, betrug sein Rückstand als Gesamtzweiter nach 13 Etappen bereits mehr als vier Minuten. Dennoch gab sich der Däne nicht geschlagen und griff den Gesamtführenden Tadej Pogačar am Mont Ventoux und auf der Königsetappe mehrmals an. Er konnte jedoch keine Zeit gutmachen und unterlag dem Slowenen dabei stets im Zielsprint. Da die anspruchsvolle 19. Etappe aufgrund einer Rinderseuche verkürzt wurde, fokussierte sich Jonas Vingegaard auf den Etappensieg in La Plagne, wobei er sich im Sprint zwar gegen Tadej Pogačar durchsetzte, den Etappensieger Thymen Arensman jedoch nicht abfing. Schlussendlich trennten Jonas Vingegaard vier Minuten und 24 in der Gesamtwertung, womit er sich zum zweiten Mal in Folge dem Slowenen Tadej Pogačar im Kampf um den Gesamtsieg geschlagen geben musste.

## Familie
Jonas Vingegaard ist der Sohn von Claus Christian Rasmussen und dessen Frau Karina Vingegaard Rasmussen. Er hat eine Schwester namens Michelle. Jonas Vingegaard und seine Ehefrau, Trine Marie Hansen, bekamen im September 2020 eine gemeinsame Tochter und im September 2024 einen gemeinsamen Sohn. Vingegaard wohnt in Glyngøre, einem Ort in der Skive Kommune, in der Region Midtjylland.

## Erfolge
2017
- Nachwuchswertung Tour du Loir-et-Cher

2018
- Mannschaftszeitfahren Tour de l’Avenir
- Prolog Giro della Valle d’Aosta
- Nachwuchswertung Tour du Loir-et-Cher

2019
- Gesamtwertung und eine Etappe Hammer Stavanger
- eine Etappe Polen-Rundfahrt

2021
- eine Etappe UAE Tour
- Gesamtwertung, zwei Etappen und Punktewertung Settimana Internazionale Coppi e Bartali
- Nachwuchswertung Baskenland-Rundfahrt

2022
- La Drôme Classic
- eine Etappe Critérium du Dauphiné
- Gesamtwertung, zwei Etappen und  Bergwertung Tour de France
- zwei Etappen CRO Race

2023
- Gesamtwertung, drei Etappen und Bergwertung Gran Camiño
- Mannschaftszeitfahren Paris–Nizza
- Gesamtwertung, drei Etappen und Punktewertung Baskenland-Rundfahrt
- Gesamtwertung und zwei Etappen Critérium du Dauphiné
- Gesamtwertung und eine Etappe Tour de France
- zwei Etappen Vuelta a España

2024
- Gesamtwertung, drei Etappen, Punktewertung und Bergwertung Gran Camiño
- Gesamtwertung, zwei Etappen und Bergwertung Tirreno–Adriatico
- eine Etappe Tour de France
- Gesamtwertung Polen-Rundfahrt

2025
- Gesamtwertung und eine Etappe Algarve-Rundfahrt

## Wichtige Platzierungen
| Grand Tour            | 2020 | 2021 | 2022 | 2023 | 2024 | 2025 |
| --------------------- | ---- | ---- | ---- | ---- | ---- | ---- |
| Giro d’ItaliaGiro     | –    | –    | –    | –    | –    | –    |
| Tour de FranceTour    | –    | 2    | 1    | 1    | 2    | 2    |
| Vuelta a EspañaVuelta | 46   | –    | –    | 2    | –    |      |

| Monument                 | 2020 | 2021 | 2022 | 2023 | 2024 | 2025 |
| ------------------------ | ---- | ---- | ---- | ---- | ---- | ---- |
| Mailand–Sanremo          | –    | –    | –    | –    | –    | –    |
| Flandern-Rundfahrt       | –    | –    | –    | –    | –    | –    |
| Paris–Roubaix            | –    | –    | –    | –    | –    | –    |
| Lüttich–Bastogne–Lüttich | 84   | 28   | DNF  | –    | –    | –    |
| Lombardei-Rundfahrt      | DNF  | 14   | 16   | –    | –    |      |